# Armadillo almerius
Armadillo almerius är en kräftdjursart som beskrevs av Mattern 1999. Armadillo almerius ingår i släktet Armadillo och familjen Armadillidae. Inga underarter finns listade i Catalogue of Life.